# Hubert Kaszyński
Hubert Tadeusz Kaszyński – polski socjolog, dr hab. nauk społecznych, profesor w Instytucie Socjologii Wydziału Filozoficznego Uniwersytetu Jagiellońskiego.

## Życiorys
W 1996 ukończył studia socjologiczne na Uniwersytecie Jagiellońskim, 20 listopada 2003 obronił pracę doktorską Praca socjalna w rehabilitacji społecznej chorych z diagnozą schizofrenii, 8 maja 2014 habilitował się na podstawie pracy zatytułowanej Praca socjalna z osobami chorującymi psychicznie. Studium socjologiczne. Został zatrudniony na stanowisku adiunkta w Instytucie Nauk o Rodzinie na Wydziale Nauk Społecznych Uniwersytetu Papieskiego Jana Pawła II w Krakowie.
Pracuje na stanowisku profesora w Instytucie Socjologii na Wydziale Filozoficznym Uniwersytetu Jagiellońskiego.